# Xylotrechus rufilius
Xylotrechus rufilius là một loài bọ cánh cứng trong họ Cerambycidae.